# Карпенко, Дмитрий (УПА)
Дмитрий Карпенко (укр. Дмитро Карпенко) — украинский националистический деятель. Майор УПА. Бывший офицер Красной армии. Командир сотни «Сероманцы», входящей в состав ВО-3 «Лысоня», а с сентября 1944 — командир Рогатинского куреня.

## Биография
Достоверно неизвестна точная дата рождения Дмитрия Карпенко. Считается, что он родился в 1912 году в селе Ревовка (ныне это Кременчугский район, Полтавская область). По другим данным в 1907 или 1917 году.
Закончив 8 классов средней школы, Карпенко работал сельским лавочником. В 1939 призван в ряды Красной Армии, принимал участие в советском вторжении в Польшу. В момент начала Германо-советской войны имел звание лейтенанта. Попал в румынский плен во время битвы за Одессу.
В украинское националистическое подполье Карпенко попал в 1943 году после побега из лагеря военнопленных в Одесской области. Карпенко пережил в юности в родной Полтавщине раскулачивание, голодомор, массовые репрессии, что резко отразилось в его формировании антисоветских взглядов. Изначально присоединился к местному подпольному центру ОУН в районе Одессы.
С августа 1943 Карпенко — боец УНС в Карпатах в курене «Гайдамаки». Карпенко — организатор создания чуженациональных подразделений УПА (узбекских, грузинских, азербайджанских, русских и т.д), которые стали создаваться с осени 1943.
С начала 1944 Карпенко — командир сотни «Сероманцы». Весной—летом 1944 отряд Карпенко вёл бои с формированиями польской Армии Крайовой на Холмщине и советскими партизанами в районе Равы-Русской.
23 февраля 1944 подразделение «Сероманцев» пришло на помощь патрулю из 4-го полицейского полка СС, который попал в засаду партизан АК вблизи Гуты Пеняцкой. Поддержка УПА позволила подразделению галицких эсэсовцев отступить и, вероятно, спасла его от полного разгрома. Это означало, что жителям Гуты Пеняцкой вынесен смертный приговор. 28 февраля карательная экспедиция СС сравняла село с землей.
11 мая 1944 года сотня «Сероманцы» вела бой с немцами в селе Каров на Львовщине. Бой закончился поражением уповцев. Сотня потеряла восемь человек, четыре партизаны были ранены. В плен сдались до сорока человек.
19 августа 1944 сотня «Сероманцы» вместе с куренем «Галайда» под командованием Дмитрия Пелипа участвовала в бою с войсками НКВД возле села Пирятин Жовковского района.
30 сентября войска НКВД начали наступление на позиции сотни Ястреба у Унивского монастыря. За четырнадцать часов боя повстанцы отбили 22 вражеские атаки и вырвались из окружения. «Ястреб» лично повредил из противотанкового ружья один из танков. По советским данным, украинские партизаны понесли потери в этом бою 165 убитыми и 15 пленными. У НКВД было 6 убитых и 32 раненых. НКВД захватили два противотанковых орудия, пять пулемётов и 31 винтовку. УПА признали потери в 17 убитых и 25 раненых под Унивом, 7 убитыми и 8 ранеными в Пнятине. По их мнению, у НКВД было 170 убитых и 120 раненых или даже 303 убитых.
Погиб 17 декабря 1944 года во время нападения на райцентр в посёлке Новые Стрелища. Во время боя были разрушены помещения райотдела НКВД (был убит и его начальник), парткома, тюрьмы. Но и Ястреб не выжил — погиб ещё в начале боя.
Весной 1945 года Дмитрий Карпенко был посмертно удостоен наивысшей награды УПА — Золотого Креста боевой заслуги І класса.